# Cryptocoelus
Cryptocoelus là một chi bọ cánh cứng trong họ 
Elateridae.
Chi này được miêu tả khoa học năm 2002 bởi Dolin & Nel.

## Các loài
Các loài trong chi này gồm:
- Cryptocoelus buffoni Dolin & Nel, 2002
- Cryptocoelus major Dolin & Nel, 2002